# جون دبليو. هولتزمان
جون دبليو. هولتزمان هو سياسي أمريكي، ولد في 23 أبريل 1858، وتوفي في 6 مارس 1942. نشط حزبياً في الحزب الديمقراطي.